# الغواصة الألمانية يو-40 (1938)
غواصة يو-40  غواصة يو بوت ألمانية من الفئة التاسعة إيه بنيت ل سلاح بحرية ألمانيا النازية كريغسمارينه، في أحواض بناء السفن والآلات الألمانية وإيه جي فيزر في بريمن خلال الحرب العالمية الثانية.